# Breña Baja
Breña Baja (Eigenbezeichnung: La Muy Noble y Honorable Villa de Breña Baja) ist eine der 14 Gemeinden im Osten der Kanarischen Insel La Palma. Der Sitz der Verwaltung ist in San José. Sie zieht sich als schmaler Streifen vom Meer bis hinauf zu den Höhenzügen der Cumbre Vieja und ist überwiegend landwirtschaftlich geprägt. Unten am Meer befindet sich die ebenfalls zur Gemeinde Breña Baja zählende Touristensiedlung Los Cancajos mit einer der wenigen Badebuchten La Palmas.

## Orte der Gemeinde
Die Bevölkerungszahlen in Klammern stammen aus dem Jahr 2013.
- San Antonio (1.551)
- San José (1.364)
- La Polvacera (796)
- Los Cancajos (713)
- Las Ledas (343)
- El Socorro (318)
- La Montaña (272)
- El Fuerte (166)

## Bevölkerungsentwicklung

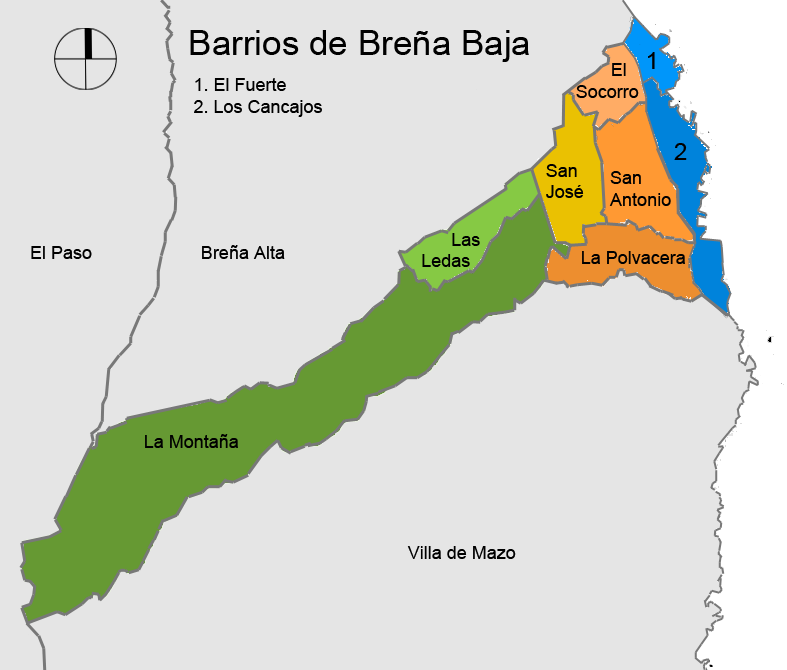
Gemeindeteile von Breña Baja

| Jahr | Einwohnerzahl | Veränderung |
| ---- | ------------- | ----------- |
| 1900 | 1.816         |             |
| 1910 | 2.001         | +185        |
| 1920 | 1.859         | –142        |
| 1930 | 2.042         | +183        |
| 1940 | 2.364         | +322        |
| 1950 | 2.405         | +41         |
| 1960 | 2.505         | +100        |

| Jahr | Einwohnerzahl | Veränderung |
| ---- | ------------- | ----------- |
| 1970 | 2.632         | +127        |
| 1981 | 3.363         | +731        |
| 1990 | 3.418         | +55         |
| 2001 | 4.119         | +701        |
| 2005 | 4.355         | +236        |
| 2013 | 5.523         | +1168       |

## Name
Breña bedeutet trockene mit Dornengestrüpp bewachsene Gegend. Baja bedeutet Nieder-, Unter- und unterscheidet diese Gemeinde von der Nachbargemeinde Breña Alta (Ober-Breña).

## Ortsbild
Gepflegte Häuschen und Gärten bestimmen das Ortsbild. Eigentümer sind vielfach ehemalige, gut situierte Bewohner von Santa Cruz de La Palma, die täglich zu ihrem Arbeitsplatz in der Inselhauptstadt pendeln. Die Häuser von Breña Baja stehen weit über die Landschaft verstreut. Die Pfarrkirche San José erhielt ihr heutiges Aussehen im 18. Jahrhundert.